# Javier Balboa
Javier Ángel Balboa Osa (* 13. Mai 1985 in Madrid) ist ein ehemaliger spanisch-äquatorialguineischer Fußballspieler. Seine bevorzugte Position war das rechte Mittelfeld.

## Karriere
Javi Balboa, oft auch Rocky Balboa genannt, hat seine Wurzeln in Äquatorialguinea. Seine Eltern Ricardo und Purificación flüchteten während der Diktatur von Francisco Macías Nguema nach Spanien, wo Javi zwei Jahre später in Madrid zur Welt kam. Er begann seine Fußballerkarriere im Vorort Alcalá de Henares, bei den Klubs CD Avance und RSD Alcalá, bevor er mit 14 Jahren schließlich zu Real Madrid wechselte. Im Sommer 2005 wurde er Teil des Kaders der Zweitmannschaft Real Madrid Castilla. In der folgenden Saison feierte er am 26. Oktober gegen Deportivo La Coruña sein Debüt in der Primera División, am 6. Dezember lief er in der UEFA Champions League gegen Olympiakos Piräus auf. Im Sommer 2006 wurde er für ein Jahr an Racing Santander verliehen, um Spielpraxis zu sammeln. Nach seiner Rückkehr zu den „Königlichen“ konnte er mit seiner Mannschaft die Meisterschaft gewinnen, brachte es dabei jedoch nur auf fünf Einsätze. Im Sommer 2008 verpflichtete der portugiesische Spitzenklub Benfica Lissabon Balboa. Mit den Hauptstädtern gelang ihm der Sieg in der Taça da Liga. Im Winter 2010 wechselte er leihweise bis Saisonende zum FC Cartagena in die spanische Segunda División. Da er auch nach seiner Rückkehr zu Benfica kaum berücksichtigt wurde, wechselte er im Winter 2011, erneut leihweise, zu Albacete Balompié. Im Sommer 2011 verpflichtete der portugiesische Erstligist SC Beira-Mar den rechten Flügelspieler.

## Nationalmannschaft
Balboa debütierte am 2. Juni 2007 gegen Ruanda in der äquatorialguineischen Fußballnationalmannschaft. Balboa schoss beim Africa-Cup 2012 das erste Tor des Turniers, als er gegen Libyen in der Schlussphase zum 1:0 für Äquatorialguinea traf.

## Titel
- Spanische Meisterschaft: 2007/08
- Taça da Liga: 2008/09